# Ranunculus poluninii
Ranunculus poluninii är en ranunkelväxtart som beskrevs av Peter Hadland Davis. Ranunculus poluninii ingår i släktet ranunkler, och familjen ranunkelväxter. Inga underarter finns listade i Catalogue of Life.